# Алту-ді-Сантана (Сан-Паулу)
Альто-де-Сантана — ця назва широко використовується, особливо на нерухомість, для позначення регіону заможного району Сантана, на півночі Сан-Паулу.
Цей термін використовується також неофіційно в районі Віла Сантана та в регіоні на високому районі Сантана.